# Alina Li
Alina Li (Shanghái; 8 de septiembre de 1993) es una actriz pornográfica china nacionalizada estadounidense.

## Biografía
Alina Li, nombre artístico de Chichi Zhou, nació en septiembre de 1993 en Shanghái (China). Sus padres se divorciaron cuando ella tenía tres años. Pasó su infancia viviendo con diversas familias en China hasta que a los 15 años se trasladó a los Estados Unidos, instalándose en Vermont, donde se graduó.
Comenzó su carrera como actriz porno en 2013, a los 20 años de edad, debutando en la película Party of Three 8. Desde sus comienzos, trabajó para productoras como Evil Angel, 21Sextury, Mile High, Girlfriends Films, Elegant Angel, Wicked, New Sensations, Elegant Angel, Reality Kings, Brazzers, Jules Jordan Video, Hard X, Mofos, Bang Bros o Naughty America.
En 2014 conoció a la actriz Asa Akira, una de sus ídolos dentro del sector, quien la puso en contacto con el productor Mark Spiegler. No obstante, las relaciones entre Mark y Alina acabaron con la salida de la segunda de la compañía alegando malos tratos y con la duda de querer continuar en la industria tras una experiencia que la marcó.
Ese mismo año participó en la película Seduction 4, el debut como directora de Tori Black en la que compartió escenas con Manuel Ferrara, Toni Ribas, Casey Calvert, Dani Daniels y A.J. Applegate.
En 2015 fue nominada en los Premios XBIZ a Mejor actriz revelación. Ese año recibió tres nominaciones en los Premios AVN, el Premio fan a Mejor actriz debutante, a la Mejor escena de sexo en grupo por Orgy Initiation of Lola y a la Mejor escena de trío H-M-H por Slut Puppies 8.
En 2016 volvió a estar nominada en los Premios AVN en la categoría de Mejor escena de sexo lésbico, junto a Skin Diamond, por la película Deviant Devil: Skin Diamond.
Algunas películas de su filmografía son Wet and New, Asian Addiction, Asian Fever, Asian Sin, Cuties 6, Exchange Students, Eye Candy, Innocence Of Youth 7, Masseuse 7 o Teen-aholics.

## Premios y nominaciones
| Año  | Ceremonia             | Resultado | Premio                                 | Trabajo                     |
| ---- | --------------------- | --------- | -------------------------------------- | --------------------------- |
| 2014 | Nightmoves            | Nominada  | Best New Starlet                       | —                           |
| 2014 | Nightmoves Fan Awards | Nominada  | Best New Starlet                       | —                           |
| 2014 | Spank Bank Awards     | Nominada  | International Fuck Bunny               | —                           |
| 2014 | The Fannys            | Nominada  | New Starlet of the Year                | —                           |
| 2014 | The Fannys            | Nominada  | Ethnic Performer of the Year           | —                           |
| 2015 | Premios AVN           | Nominada  | Mejor escena de sexo en grupo          | Orgy Initiation of Lola     |
| 2015 | Premios AVN           | Nominada  | Mejor escena de trío H-M-H             | Slut Puppies 8              |
| 2015 | Premios AVN           | Nominada  | Premio fan: Mejor actriz debutante     | —                           |
| 2015 | Spank Bank Awards     | Nominada  | Newcummer of the Year                  | —                           |
| 2015 | Spank Bank Awards     | Nominada  | Fun Sized Fuck Bunny                   | —                           |
| 2015 | Spank Bank Awards     | Nominada  | Most Adorable Slut                     | —                           |
| 2015 | Premios XBIZ          | Nominada  | Mejor actriz revelación                | —                           |
| 2015 | Premios XBIZ          | Nominada  | Mejor escena de sexo en película gonzo | Beautiful New Faces         |
| 2016 | Premios AVN           | Nominada  | Mejor escena de sexo lésbico           | Deviant Devil: Skin Diamond |